# Skeptrostachys arechavaletanii
Skeptrostachys arechavaletanii là một loài thực vật có hoa trong họ Lan. Loài này được (Barb.Rodr.) Garay miêu tả khoa học đầu tiên năm 1980.